# نهر إندراجيري
نهر إندراجيري هو نهر في سومطرة في إقليم رياو بإندونيسيا. يتشكل من اتحاد نهر أمبلين ونهر سينمار، ويصب في مضيق ملقا.